# اردلان آشتیانی
اردلان آشتیانی (زاده ۱۶ فروردین ۱۳۶۱ - تهران) بازیکن فوتبال ایرانی و پسر ابراهیم آشتیانی بازیکن پیشکسوت پرسپولیس است.
وی در سال‌های ۲۰۰۴ تا ۲۰۰۶ عضو باشگاه پرسپولیس بوده است، آشتیانی با پیراهن تیم سپاهان اصفهان در لیگ دوم حرفه ای به عنوان قهرمانی رسیده است، او در حال حاضر کارشناس فوتبال در تلویزیون و رادیوی ایران است و در رسانه هایی مثل وبگاه طرفداری به ارائه برنامه با حضور ستارگان و کارشناسان فوتبال می پردازد، آشتیانی در ضمن مدرس رسمی فدراسیون فوتبال ایران و کنفدراسیون فوتبال آسیا است.